# Arrondissement di Sainte-Menehould
L'arrondissement di Sainte-Menehould è una suddivisione amministrativa francese, situata nel dipartimento della Marna e nella regione del Grand Est.

## Composizione
L'arrondissement di Sainte-Menehould raggruppa 67 comuni in 3 cantoni:
- cantone di Givry-en-Argonne
- cantone di Sainte-Menehould
- cantone di Ville-sur-Tourbe